# Lutz Röhrich

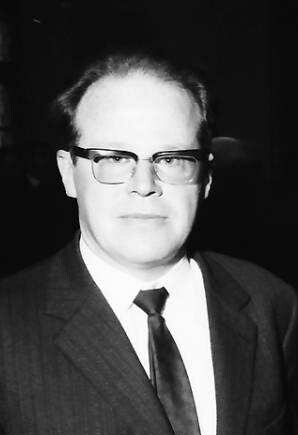
Lutz Röhrich (1968)

Lutz Röhrich (* 9. Oktober 1922 in Tübingen; † 29. Dezember 2006 in Freiburg im Breisgau) war ein deutscher Volkskundler und Erzählforscher.

## Werdegang
Röhrich war der Sohn des Landgerichtsrats Konrad Röhrich. Unmittelbar nach dem Abitur 1941 wurde Röhrich zum Kriegsdienst eingezogen und 1944 nach schwerer Verwundung entlassen. Zwischen 1944 und 1948 studierte Röhrich Germanistik, Geschichte, Musikwissenschaft sowie Latein in Tübingen und wurde 1950 mit der Arbeit Die dämonischen Gestalten der schwäbischen Volksüberlieferung, einer Untersuchung von rund 2000 Volksglaubensvorstellungen des südwestdeutschen Raumes unter besonderer Einbeziehung archivalischer Quellen, promoviert. Wie sein Vater war er seit 1945 war Mitglied der Studentenverbindung Normannia Tübingen.
Im Anschluss daran wurde Röhrich für vier Jahre Assistent am Deutschen Institut der Universität Mainz, wo er sich 1954 in Germanischer Philologie und Volkskunde mit der Arbeit Märchen und Wirklichkeit habilitierte. Ab 1959 war er außerplanmäßiger Professor in Mainz, bis er 1967 der erste Inhaber des Lehrstuhls für Volkskunde an der Universität Freiburg im Breisgau wurde. Zwei Jahre später wurde ihm dort zusätzlich die Leitung des Deutschen Volksliedarchivs übertragen. Im Jahr 1990 wurde er emeritiert.
Röhrich war von Anfang an Mitherausgeber der Enzyklopädie des Märchens sowie des Jahrbuchs der Brüder Grimm-Gesellschaft. Er war zudem Herausgeber der Reihen Motive. Freiburger folkloristische Forschung (von 1971 bis 1977) und Artes Populares (von 1976 bis 1992).
Röhrich war Mitbegründer der International Society for Folk Narrative Research und war zwischen 1979 und 1989 deren Vizepräsident. Darüber hinaus war er korrespondierendes Mitglied der Österreichischen Akademie der Wissenschaften, der Gustav-Adolf-Akademie für Volksforschung zu Uppsala und der Finnischen Literaturgesellschaft. Schließlich war er Mitglied der Folklore Society London sowie Ehrenmitglied der Folklore Fellows Helsinki.
Einem breiten Publikum wurde Röhrich durch die Herausgabe des Lexikons der sprichwörtlichen Redensarten (1973) bekannt.

## Preise und Auszeichnungen
- 1974: Chicago Folklore Prize
- 1984: Oberrheinischer Kulturpreis
- 1985: Brüder-Grimm-Preis der Philipps-Universität Marburg
- 1985: Pitrè-Preis
- 1991: Europäischer Märchenpreis der Märchen-Stiftung Walter Kahn

## Schriften
- Märchen und Wirklichkeit. Eine volkskundliche Untersuchung. 5. Aufl. Schneider-Verlag, Baltmannsweiler 2001, ISBN 3-89676-380-6 Zugl. Habilitationsschrift, Universität Mainz 1956.
- Sage. Metzler Verlag, Stuttgart 1966 (= Sammlung Metzler/Abteilung E, Poetik, Bd. 55).
- Gebärde, Metapher, Parodie. Studien zur Sprache und Volksdichtung. University Press, Burlington, Vt 2006, ISBN 0-9770731-2-2 (Nachdruck der Ausgabe Düsseldorf 1967).
- Adam und Eva. Das erste Menschenpaar in Volkskunst und Volksdichtung. Verlag Müller & Schindler, Stuttgart 1968.
- Töpferei im Elsass. Dargestellt am Beispiel von zwei Familienbetrieben in Oberbetschdorf und Soufflenheim. 3. Auflage. Verlag Konkordia, Bühl 1980 (zusammen mit Gertraud Meinel).
- Ausgemachte Viechereien. Tierwitze und was dahinter steckt. Herder Verlag, Freiburg/B. 1977, ISBN 3-451-07634-9 (= Herderbücherei, Bd. 634).
- Der Witz. Figuren, Formen, Funktionen. Metzler Verlag, Stuttgart 1977, ISBN 3-476-00355-8.
- Wage es, den Frosch zu küssen. Das Grimmsche Märchen Nummer Eins in seinen Wandlungen. Verlag Orbensien, Bad Orb 1999, ISBN 3-927176-09-5 (Nachdruck der Ausgabe Köln 1987).
- Lexikon der sprichwörtlichen Redensarten. 1973; 6. Auflage. 3 Bände. Herder, Freiburg im Breisgau / Basel / Wien 1991; Nachdrucke ebenda 1994 und 2003 (= Herder Spektrum. Band 5400), ISBN 978-3-9811483-8-1.
- „und weil sie nicht gestorben sind …“. Anthropologie, Kulturgeschichte und Deutung von Märchen. Böhlau Verlag, Köln 2002, ISBN 3-412-11201-1.
- Gesammelte Schriften zur Volkslied- und Volksballadenforschung. Waxmann Verlag, München 2002, ISBN 3-8309-1213-7.
- Begegnungen. Erinnerungen an meinen Kollegen- und Freundeskreis. Waxmann Verlag, Münster 2016, ISBN 978-3-8309-3509-4.